# Foster the People (EP)
Foster the People là một EP của ban nhạc indie pop Mỹ Foster the People. EP được phát hành ở Mỹ vào ngày 18 tháng 1 năm 2011.

## Thực hiện
EP bao gồm ba ca khúc, "Houdini", "Helena Beat" và "Pumped Up Kicks", những ca khúc này sau đó được cho vào album phòng thu đầu tay của ban nhạc, Torches.

## Danh sách ca khúc
| STT | Nhan đề           | Thời lượng |
| --- | ----------------- | ---------- |
| 1.  | "Houdini"         | 3:20       |
| 2.  | "Pumped Up Kicks" | 3:58       |
| 3.  | "Helena Beat"     | 4:36       |

## Lịch sử phát hành
| Quốc gia | Ngày                | Định dạng       | Hãng đĩa               |
| -------- | ------------------- | --------------- | ---------------------- |
| Mỹ       | 18 tháng 1 năm 2011 | Tải kĩ thuật số | Startime International |

## Liên kết khác
- Website chính thức